# Paculla granulosa
Paculla granulosa là một loài nhện trong họ Tetrablemmidae.
Loài này thuộc chi Paculla. Paculla granulosa được Tord Tamerlan Teodor Thorell miêu tả năm 1881.